# Knippertzbach
Der Knippertzbach ist ein rechtes Nebengewässer der Schwalm.

## Geografie
Der Knippertzbach tangiert im Bachverlauf die Stadtteile Rheindahlen, Broich, Koch, Genhodder und Peel der Stadt Mönchengladbach. Der Nebenfluss Hellbach fließt vom Ortsteil Leloh in Schwalmtal, Kreis Viersen, in den Knippertzbach. Im Mündungsbereich ist der Kreis Heinsberg Anrainer des Bachs. In diesem sogenannten Dreiländereck grenzen der Regierungsbezirk Düsseldorf und der Regierungsbezirk Köln aneinander. In deren Schnittpunkt stand einst die Knippertzmühle.

## Beschreibung
Der Knippertzbach mit einer Länge von 6705 Metern, der in der Gewässerkarte in Rheindahlen an der Broicher Straße beginnt, fließt in der Nähe von Schwaam in die Schwalm. Der Bachbeginn liegt bei 70 m ü. NN, die Mündung in die Schwalm bei 57 m ü. NN. Etwa 700 Meter nach der Quelle nimmt der Knippertzbach den Gerkerather Graben und einen Kilometer vor der Mündung in die Schwalm den Hellbach auf, der zur Oberflächenentwässerung aus dem Raum Leloh und des NATO-Hauptquartiers dient. In Wyenhütte und Rickelrath sind zwei Pegel installiert. Seit 1985 ist das Knippertzbachtal zum Naturschutzgebiet erklärt.

## Mühle am Knippertzbach
Die Knippertzmühle hatte ihren Standort zwischen Rickelrath und Peel am Südrand des NATO-Hauptquartiers in der Nähe vom Eichhof an der Eichhofstraße. Der Mühle vorgelagert war ein Weiher, der heute den Zweck eines Regenrückhaltebeckens erfüllt. Der Wasserspiegel liegt heute bei 68 m ü. NN. Die Mühle lag im sogenannten Dreiländereck, denn hier liegen der Kreis Viersen, der Kreis Heinsberg und die Stadt Mönchengladbach zusammen. Der Regierungsbezirk Düsseldorf grenzt dort an den Regierungsbezirk Köln. 1920 wurde die Mühle von der Stadt Rheindahlen gekauft und 1922 niedergelegt.

## Galerie

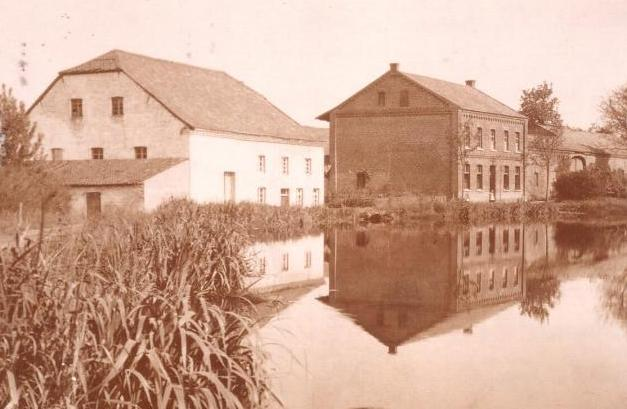
Die Knippertzmühle 1914
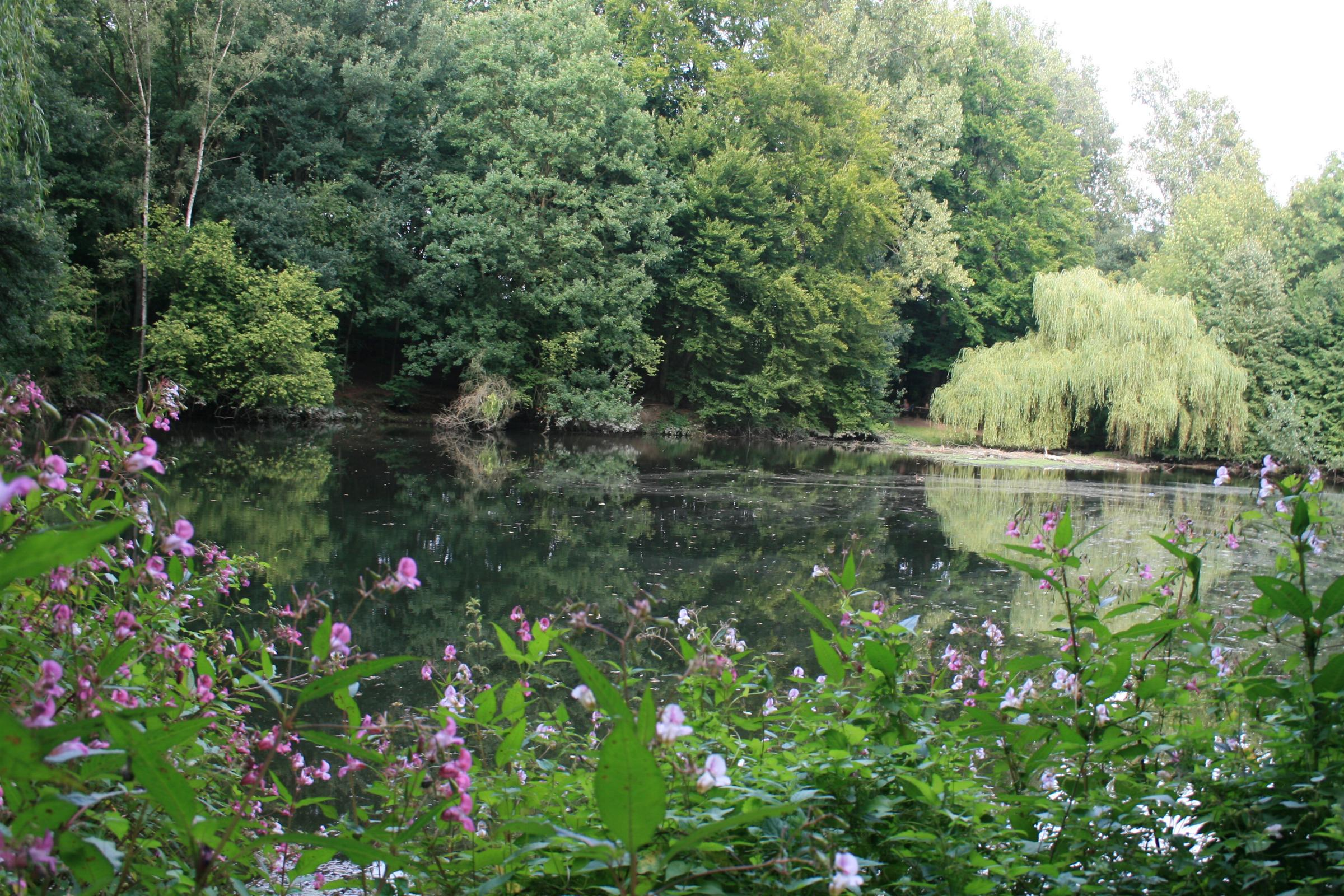
Ehemaliger Mühlenteich am Knippertzbach
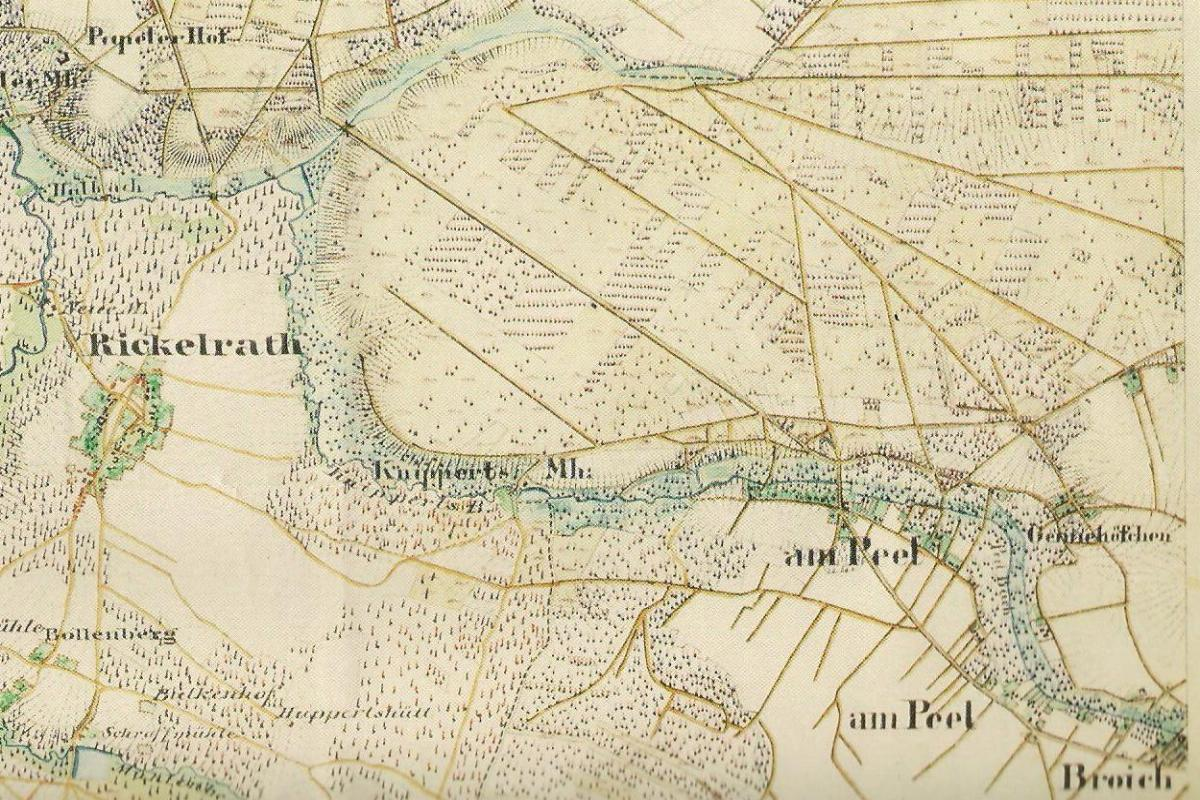
Der Knippertzbach auf der Urkarte von 1846
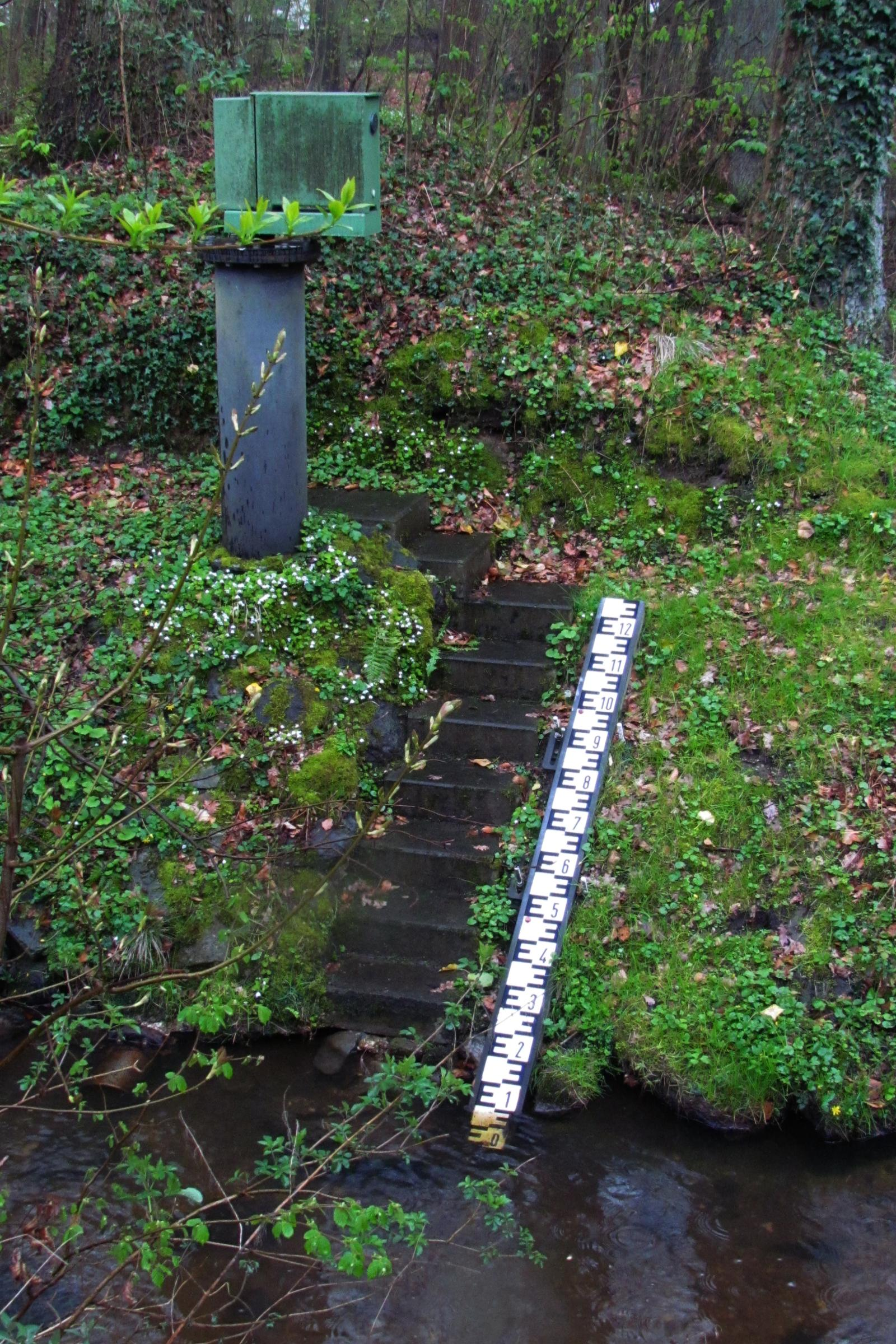
Knippertzbach am Pegel in Rickelrath

## Instandhaltung

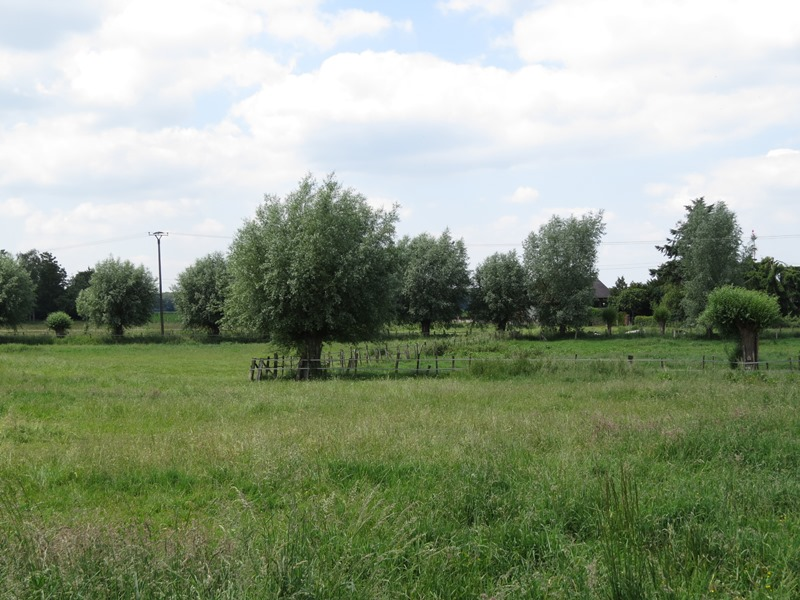
NSG „Knippertzbachtal“ in Mönchengladbach, eines mehrerer Naturschutzgebiete entlang des Bachs

Die Pflege und Unterhaltung des Knippertzbachs obliegt dem Schwalmverband, der in Brüggen seinen Sitz hat.

## Nebenbach
- Gerkarther Graben aus Gerkerath
- Hellbach aus Leloh und aus dem JHQ Rheindahlen mit einer Länge von 1,9 Kilometern